# أندريس كوريا
أندريس كوريا (بالإسبانية: Andrés Correa)‏ (29 يناير 1994 في كولومبيا - ) هو لاعب كرة قدم كولومبي في مركز الدفاع. شارك مع منتخب كولومبيا تحت 17 سنة لكرة القدم ومنتخب كولومبيا تحت 20 سنة لكرة القدم. أما مع النوادي، فقد لعب مع إنديبندينتي ميديلين وسياتل ساوندرز وتاكوما ديفنس وBoyacá Chicó F.C. ‏ وفورتاليزا الكولومبي.

## وصلات خارجية
- أندريس كوريا على موقع الاتحاد الدولي (مؤرشف)  (الإنجليزية)
- أندريس كوريا على موقع الدوري الأمريكي (الإنجليزية)
- أندريس كوريا على موقع قاعدة بيانات كرة القدم.إي يو (الإنجليزية)
- أندريس كوريا على موقع Soccerway.com (الإنجليزية)
- أندريس كوريا على موقع عالم كرة القدم.نت (الإنجليزية)
- أندريس كوريا على موقع AS.com (الإسبانية)